# Ceromya maculipennis
Ceromya maculipennis là một loài ruồi trong họ Tachinidae.